# Tiit Vähi
Tiit Vähi (ur. 10 stycznia 1947 w Valdze) – estoński polityk i inżynier, od stycznia do października 1992 i od kwietnia 1995 do marca 1997 premier Estonii.

## Życiorys
Absolwent Tallińskiego Instytutu Technicznego, pracował później w branży transportowej. Był działaczem Komunistycznej Partii Związku Radzieckiego. W 1989 został przewodniczącym komitetu transportu Estońskiej Socjalistycznej Republiki Radzieckiej, po przemianach politycznych objął ministerstwo transportu.
W 1991 stanął na czele postkomunistycznej Estońskiej Partii Koalicyjnej. W styczniu 1992 zastąpił Edgara Savisaara na urzędzie premiera Estonii, kierując rządem do października tegoż roku. Ponownie premierem został po wyborach w 1995, w których uzyskał także mandat posła do Zgromadzenia Państwowego. W kwietniu 1995 sformował drugi gabinet w koalicji z Estońską Partią Centrum. W listopadzie tego samego roku nowym koalicjantem została Estońska Partia Reform, jednakże jej ministrowie opuścili rząd w listopadzie 1996. Tiit Vähi pozostał na czele gabinetu mniejszościowego, przetrwał wotum nieufności w lutym 1997, jednakże ustąpił jeszcze w tym samym miesiącu. W marcu 1997 zastąpił go Mart Siimann. Pod koniec lat 90. wycofał się z aktywności politycznej, przechodząc do sektora prywatnego.